# Heidi Langauer
Heidi Langauer (* 15. Juni 1939 in Wien; † 1. September 2014 in Zollikerberg ZH) war eine österreichisch-/schweizerische Künstlerin. Sie arbeitete mit den Medien Malerei, Zeichnung und Photographie.

## Werdegang und künstlerische Vita
Heidi Langauers Kindheit war geprägt vom Zweiten Weltkrieg sowie dessen Auswirkungen. Ihr erstes künstlerisches Vorbild war der Grossvater. Heidi Langauer belegte nach dem Abschluss der Matura Abendkurse an der Akademie der Bildenden Künste Wien. Im Alter von 24 Jahren zog sie von Wien nach Zürich. Es folgte die Heirat mit Josef Schmid und die Geburt ihrer drei Kinder. In der Folge kümmerte sie sich um ihre Familie. Die vollberufliche Tätigkeit als Künstlerin übte sie ab den 1980er Jahren aus. Ihre Auslandsaufenthalte führten u. a. nach New York, Genua, Paris und Salzburg. Am 1. September 2014 starb Heidi Langauer in Zollikon.
Heidi Langauers erste Galerie-Ausstellungen erfolgten ab 1978. Es folgte eine rege Ausstellungstätigkeit in der Schweiz und im Ausland, wozu der Aufenthalt im Swiss Institute / Contemporary Art New York (1988) sowie die mehrmaligen Ausstellungen im Kunst Raum Stuttgart (2005) zählen. Stipendien und Werkbeiträge führen sie in regelmässigen Abständen ins Ausland.

### Einordnung
Betrachtet man Heidi Langauers Bilder, so stellen sich Vergleiche mit den Werken von Raimund Girke, Brice Marden und Robert Ryman ein. Ihre Arbeiten können daher der Analytischen Malerei sowie dem Minimalismus zugeordnet werden.

### Werkcharakteristika
Heidi Langauers Kunst ist charakterisiert durch die Reduzierung auf das Wesentliche sowie das Figürliche. Dies betrifft sowohl ihre Bildinhalte als auch ihre Farbenwahl. Fläche und Linie – in den Materialien Öl und Acryl – bedingen sich in ihren Arbeiten. Im Laufe ihrer künstlerischen Entwicklung hat sie zur vollständigen Reduktion auf die Farben weiss und schwarz gefunden. Schwarz und weiss ohne überleitendes Grau oder anderer Zwischenfarben sind ein langauersches Kennzeichen. Malte sie zu Beginn noch schwarz auf weiss, drehte es später von weiss auf schwarz. Der Ausgangspunkt für ihre künstlerischen «Leinwand-Expeditionen» waren stets weiss oder schwarz grundierte Träger. Auf diesen begab sich die Künstlerin mit Linien und Flächen – in verschiedensten Ausprägungen wie bspw. Geraden, Kurven, Kringeln, Kreisen oder Ellipsen – gezielt auf «Erkundungstouren». Dabei resultieren meist ernste Abgründe als Bildinhalte. Oft sind es grossformatige Kunstwerke, gelegentlich gepaart als Diptychon oder Serie um die inhaltliche Aussagekraft zu erhöhen.
Ein weiteres langauersches Markenzeichen sind die tiefgründig und doppeldeutig gewählten Titel ihrer Werke wie bspw. «War Ariadnes Faden weiss?», «Irrlaufen», «Weissdichten», «Weiss, ich weiss», «Wartezeit» oder «Zeit, die, weiblich». Kombiniert mit der malerischen Bildsprache aus Linien und Flächen werden Heidi Langauers Arbeiten auch ausgesprochen poetische Züge zugeschrieben. Die Malerei als Textur zu verstehen, wird wiederum auf ihre österreichischen Wurzeln zurückgeführt.
Mittels Strenge der Figürlichkeit sowie radikaler Beschränkung der Farbigkeit gelingt der Künstlerin eine klare Fokussierung und eine direkte Aussagekraft ihrer Werke. Der folgende Textbeitrag zur Werkserie «War Ariadnes Faden weiss?» verdeutlicht das: «Vielmehr sucht sie im übertragenen Sinn nach erhellenden Wegen aus der Düsterkeit: Mit dem Pinsel setzt sie extreme Gegensätze wie hell und dunkel, Innen und Aussen, Tag und Nacht bildhaft auf Leinwand um. Ariadnes Faden ist die gemalte Linie in Weiss auf Schwarz oder Weiss auf Weiss, mit der die Künstlerin diese Thematik stringent verfolgt.»
Systemzusammenhänge und -störungen waren stets im Fokus von Heidi Langauer, die ihre künstlerische Arbeit konsequent über die Jahre weiterentwickelte. Nicht nur gesellschaftspolitische Betroffenheit, sondern auch persönliche Erlebnisse und die eigene, sehr intime Gefühlswelt fanden Eingang in ihre Bilderwelt. Ausflüsse davon waren u. a. Themen wie Weiblichkeit, verschlungene Wege, Entfremdung, Verletzungen, Verzweiflung oder Hoffnung. Letztlich steht jedoch über allem als thematische Klammer das Überthema (Lebens-)«Zeit» mit den Ausprägungen Ablauf, Erleben, Rück- und Ausblick.
Ihre Veranlassung zum schöpferischen Wirken verdeutlicht die Kunstkritikerin Annelise Zwez gut am Thema «Feminismus»: «Expressive Gestalten rangen im Tanz um die Berechtigung ihres Daseins. Wenn auch Heidi Langauer das Geschlechtliche selten prägnant formuliert hat, so war doch klar, dass da eine Frau um ihre Identität in einer patriarchalen Umgebung kämpfte. Dieser Selbstbewusstseins-Prozess wird rückblickend auf die 70er und 80er Jahre als die zentrale Thematik der Kunst von Frauen in dieser Zeit erkannt werden.»
Heidi Langauers künstlerisches Handlungsmotiv und Ergebnis fasst die Kunsthistorikerin Irene Stoll-Kern (* 1955 in Freiburg als Tochter des Chirurgen Ernst Kern) prägnant zusammen: «Lebenszeit ist befristet, knapp und dicht. Was zunächst expressiv oder verspielt aussieht, kann sich als bedrohliche Verstrickung zwischen Himmel und Hölle entpuppen. Hoffnungslichter und Lichterketten gehen letztlich dem Tod voraus. Heidi Langauers Werk ist ungemein konsequent, ohne Bruch und befindet sich in stetiger Weiterentwicklung. Ihre inhaltlich stets durchdachte Kunst zeichnet wie ein Seismograf die Fehlstellen des Lebens auf und lässt auch in der tiefsten Schwärze noch Licht und selbst in den reduziertesten Formen den ungeheuren Reichtum des Lebens erahnen.»

### Bilderzyklen
«Zeit ist allem übergeordnet» // «Schwarz ist meine Farbe» (Zitate Heidi Langauer)
| Periode   | Zyklus-Titel                  | Themen                                                               |
| ab 2010   | Mond, Baum, Schaukel u. a.    | Entstehung / Pole des Lebens und inmitten das menschliche Leben      |
| ab 1998   | Weiss auf Schwarz             | Lebenszeit- und wege, Nähe – Ferne, Irrungen und Suche, Weiblichkeit |
| 1999      | endet schwarz – schwarz endet |                                                                      |
| 1996–2000 | Schwarze Arbeiten             | Lebenszeit                                                           |
|           | Facts & Defects               | der Mensch als vernetztes und verletzliches Wesen                    |
| 1993–1995 | Fool Sun                      | zerstörerische Kraft der Sonne / Bedrohung und Verstörung            |
| 1990      | Klons                         | Gentechnologie / Reproduzierbarkeit der Genmasse                     |

## Ausstellungen (Auswahl)

### Einzelausstellungen
- 2015: Galerie Sylva Denzler, Zürich
- 2012: Galerie Sylva Denzler, Zürich
- 2011: Kunstkeller, Bern
- 2009: Galerie Hufschmid Staffelbach, Zürich
- 2008: Kunstkeller, Bern
- 2006: Atelierausstellung, Zeichnungen 05 / 06 Rote Fabrik, Zürich
- 2005: Galerie Hufschmid, Zürich; Kunst.Raum, Stuttgart
- 2004: Kunstkeller, Bern
- 2004: Kunstverein Schaffhausen, Galerie Repfergasse 26
- 1999: Forum Vebikus, Kammgarnfabrik, Schaffhausen
- 1998: Galerie Hufschmid, Zürich; Kunst.Raum, Stuttgart
- 1998: Paulus-Akademie, Zürich
- 1994: Galerie Jochum, Feldkirch
- 1989: Kunst.Raum, Stuttgart
- 1989: Paulus-Akademie, Zürich
- 1988: Swiss Institute / Contemporary Art, New York
- 1988: Radio Studio SRG, Zürich
- 1986: Neue Galerie, Wien
- 1996: Galerie im Hofstöckl (Artclub), Linz
- 1996: Kunst.Raum, Stuttgart
- 1996: Paulus-Akademie, Zürich
- 1985: Galerie Hufschmid, Zürich
- 1981: Galerie Steiner, Zürich

### Gruppenausstellungen
- 2019: «schwarzweiss», Kunstfokus Zürich
- 2019: «Komm lieber Mai... Erotica», Galerie Sylva Denzler, Zürich
- 2018: «10 Jahre Galerie Sylva Denzler», Zürich
- 2016: «100 Jahre Frauen-Power», Artdock Zürich
- 2013: «Fünf Frauen am Werk», IG Halle im Kunst(Zeug)Haus, Rapperswil-Jona
- 2011: «Kunstszene Zürich 2011», Areal Freilager Albisrieden, Gruppenkoje G 21
- 2011: Anonyme Zeichner / Archiv, blütenweiss Berlin; Offspace Sihlquai 55, Zürich
- 2010: Vebikus, Kammgarn, Schaffhausen
- 2009: «Catch of the year», Dienstgebäude, Zürich
- 2007: Werk- und Atelierstipendien der Stadt Zürich 2007; Helmhaus Zürich
- 2006: Kunstmesse «Kunst 06», Zürich
- 2005: Kunstmesse «Kunst 05», Zürich
- 2001: Visarte in der Kulturschiene, Herrliberg
- 2000: Hommage an Peter Kneubühler, Kunsthaus Grenchen
- 1998/1999: «Schwarz», Kunsthaus Zürich
- 1997: Paulus-Akademie, Zürich
- 1997: Frauen Kunst Forum, Bern
- 1995: MinoritenGalerien, Graz
- 1995: Kunstmesse «Kunst 95», Zürich
- 1994/1995: Aargauer Künstler, Kunsthaus Aarau
- 1994: Symposiumausstellung Galerie im Traklhaus, Salzburg
- 1994: «Städtische Ankäufe 1992 / 93», Helmhaus Zürich
- 1993: Symposiumausstellung Kuenberggewölbe, Werfen
- 1992: «o.T.» (Zürcher Künstler) Alte Kaserne, Winterthur
- 1992: «Schweizer Künstlerinnen heute». Wanderausstellung (GSBK) durch Museen in Tschechien und der Slowakei

## Werke in öffentlichen Sammlungen

### Ankäufe / Sammlungen
- Stadt Zürich: 1984, 1992, 1994, 1996, 2001, 2003, 2009
- Bundesministerium für Unterricht, Kunst und Kultur, Wien 1986
- Museumsverein Werfen / A, 1993
- Kunstverein Biel, 1994
- Kanton Zürich, 1998, * 2009
- Migros Genossenschaftsbund, Zürich
- Bank Julius Bär, Zürich
- Fides Treuhand, Zürich
- Bank Cantrade, Zürich
- Credit Suisse, Zürich
- Sammlung Elisabeth und Peter Bosshard, Rapperswil

### Auszeichnungen
- 2008: Atelier-Stipendium der Stadt Zürich in Genua
- 2005: Fontana-Gränacher-Preis, Werkbeitrag
- 2003: Atelier-Aufenthalt Casa Atelier Bedigliora TI
- 2001: Auszeichnung / Werkbeitrag STEO-Stiftung, Zürich
- 2000: Werkbeitrag Aargauer Kuratorium
- 1996: Atelier-Stipendium des Kantons Zürich in Paris
- 1993: Maler-Symposium Burg Hohenwerfen (Salzburg)
- 1991: Werkbeitrag Esther Matossi-Stiftung (Zürich)
- 1990: Werkbeitrag Aargauer Kuratorium
- 1989: Förderbeitrag Gleyre-Stiftung (Bundesamt für Kultur, Bern)
- 1988: Förderbeitrag Cassinelli-Vogel-Stiftung (Kanton Zürich)
- 1987: Atelier-Stipendium der Stadt Zürich in New York